# Ernst Siegfried Mittler

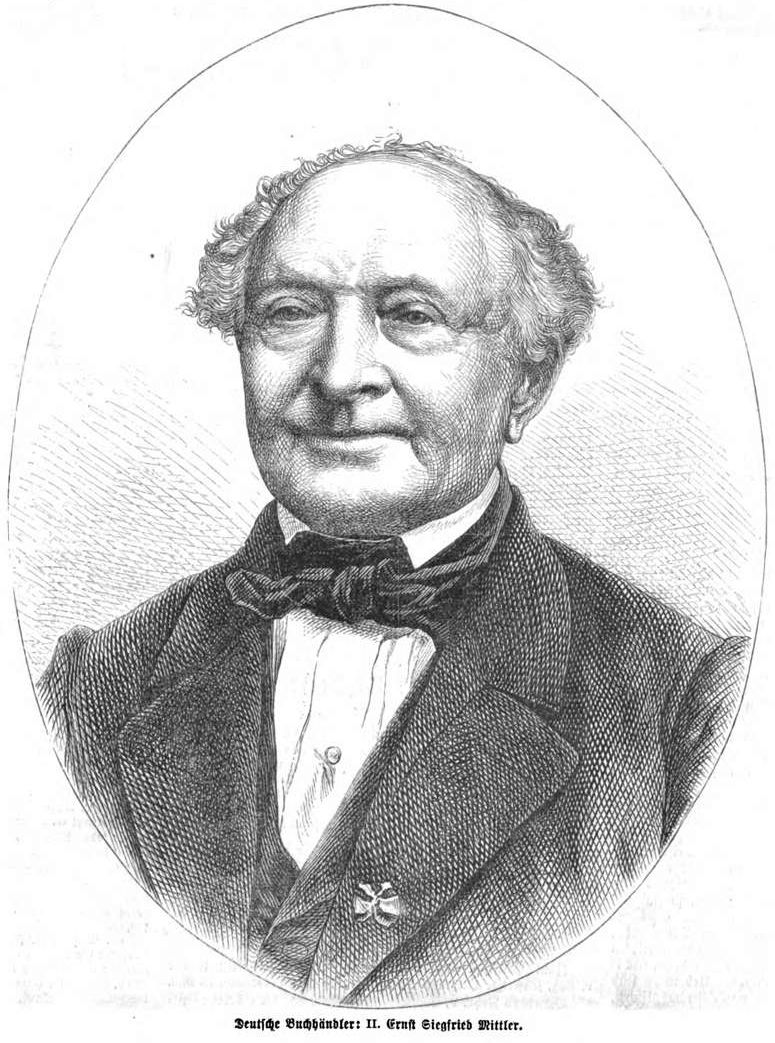
Ernst Siegfried Mittler, 1867

Ernst Siegfried Mittler (* 26. Januar 1785 in Halle (Saale); † 12. April 1870 in Berlin) war ein deutscher Verleger.

## Leben
Mittler begann im Alter von 14 Jahren eine Ausbildung zum Buchhändler in seiner Heimatstadt. Nach vier Jahren ging er 1803 nach Leipzig, wo er sich zusätzlich zum Schriftsetzer ausbilden ließ. In den Jahren von 1804 bis 1811 arbeitete er dann in der Buchhandelsfirma seines älteren Bruders Johann George Mittler in Leipzig. Danach zog er 1814 nach Berlin, wo er zunächst in der Buchhandlungen C. F. Amelang und Schlesinger arbeitete. Ein Jahr später gründete er jedoch ein eigenes Geschäft. Schon 1816 konnte Mittler auch den Verlag seines Schwiegervaters Wilhelm Dieterici (1758–1838) übernehmen. Dieser hatte schon 1787 die Herausgabe der Werke König Friedrichs II. geleitet und 1789 eine eigene Buchdruckerei und ein Verlagshaus gegründet.
Unter Mittlers Leitung expandierten beide Unternehmen. Schon 1820 eröffnete seine Firma eine Filiale in Posen und 1827 eine weitere in Bromberg. Im Verlag, der nun seinen Namen trug, lag der Schwerpunkt der verlegten Bücher auf militärischen Publikationen. Auch Publikationen zur Freimaurerei nahmen einen prominenten Platz ein. In den folgenden Jahren verkaufte Mittler jedoch seine Firma und deren Filialen um sich auf den Verlag und die Druckerei konzentrieren zu können. Diese zogen in die Berliner Kochstraße 68–70. Im Jahre 1848 wurde Mittlers Sohn Ernst Siegfried Wilhelm Teilhaber der Firma, weshalb der Name des Verlages sich in „E. S. Mittler & Sohn“ änderte. Obwohl dieser Sohn bereits 1853 verstarb, wurde dieser Name beibehalten. Im Jahre 1866 wurde Mittler zum Hofbuchhändler.
Ernst Siegfried Mittler starb 1870 im Alter von 85 Jahren in Berlin. Beigesetzt wurde er auf dem Friedhof III der Jerusalems- und Neuen Kirche vor dem Halleschen Tor. Das Grab ist erhalten.
Nach seinem Tod führte sein Enkel Theodor Toeche, der 1862 Gesellschafter geworden war, den Verlag weiter.

## Werk
Die Bedeutung Mittlers und seines Verlages lag vor allem darin, dass er die fachliche Militärliteratur förderte. Sämtliche Publikationen des Deutschen Generalstabes erschienen bis zum Ende des Zweiten Weltkriegs in dem von Mittler gegründeten Unternehmen. Ebenso die wichtigsten militärischen Fachzeitschriften, wie das Militär-Wochenblatt, die Vierteljahrshefte für Truppenführung und Heereskunde und die Militärwissenschaftliche Rundschau. Noch heute veröffentlicht z. B. das Militärgeschichtliche Forschungsamt in Potsdam Publikationen im Verlag E. S. Mittler & Sohn.